# Корабельный секретарь
Корабельный секретарь — гражданский чин 11-го класса в Российской империи. Чин действовал с 1790 по 1834 года и входил в «Табель о рангах».
Первоначально существовал как военный чин, впоследствии изменён на гражданский. Входил в категорию «обер-офицеров». Присваивался по выслуге лет или по особенным «знатным» служебным заслугам. Полагалось соответственное обращение: «Ваше благородие». К концу XVIII в. перестал присваиваться, и был упразднён в 1834 г.

## Соответствие армейским чинам
Чин корабельный секретарь появился в военно-морских силах Российской империи в 1722 году и просуществовал до 1764 года. 
Аналогов в армейских подразделениях не имеет.
Чин корабельного секретаря как военно-морской присутствовал в первой редакции Табели о рангах, учреждённой в 1722 году. В 1764 году этот чин был из табели исключён.
Первоначально соответствовал офицеру, ведавшему административно-хозяйственной службой на корабле.

## История утверждения
Высочайшим указом от 16 декабря 1790 года «О правилах производства в статские чины» данный чин не упоминается.
К концу XVIII в. чин фактически перестал употребляться, чинопроизводство осуществлялось в коллежские секретари сразу из губернских секретарей.
В Положении о порядке производства в чины по гражданской службе, утверждённом 25 июня 1834 года, было указано, что «хотя чины 11-го и 13-го классов принадлежат к общему порядку чиноположения, но в Гражданских Ведомствах они никому особо не жалуются, и потому чины сии, не входя в общий разряд производства, остаются токмо по тем местам и в той постепенности, где и как ныне сие наблюдается».
Вышедший 20 ноября 1835 года указ «О расписании должностей гражданской службы по классам от XIV до V включительно» уже не включал должности, соответствующие XI классу.